# Плакозое
Плакозое (Placozoa) су тип најпростијих вишећелијских животиња које немају ткива и органе. Једина пронађена и описана врста плакозоа је трихоплакс (лат. Trichoplax adhaerens). Открио ју је 1883. године истраживач Шулц (Schulze) у акваријумској води узетој из Јадранског мора Име врсте адхеренс добила је по томе што лепо приања за површине чак и стаклене. Нешто касније је описана још једна врста (Treptoplax reptans), пронађена у Тиренском мору, али њено постојање није поновно потврђено. Тако, трихоплакс остаје једина доказана врста овог типа животиња. Ова врста је распрострањена у свим тропским и суптропским морима и океанима, у областима близу копна — коралним гребенима или сланим мангровама.

## План грађе тела плакозоа
Трихоплакс неодољиво подсећа на вишећелијску амебу тиме што приликом кретања мења облик тела. Величина тела се креће до 4 mm у пречнику и оно је спљоштено у леђно-трбушном правцу и асиметрично. Плакозое су на ћелијском нивоу организације, не поседују екстрацелуларни матрикс (који би ћелије организовао у ткива), базалну ламину, дигестивну дупљу, нити дефинисане органе.
Њихово тело се састоји од слојева епителијалних ћелија:
- леђног (дорзалног)
- трбушног (вентралног)
- средишњег, који се налази између претходна два слоја и у њему се налазе шупљине, простори између ћелија, испуњене течношћу.

За дорзални и ветрални слој се прво сматрало да одговарају ектодерму и ендодерму, али је касније утврђено да оба слоја имају исто порекло. Оба слоја изграђују ћелије са бичевима које су међусобно различите. 
Ћелије средишњег слоја су влакнасте и највише диференциране. Поред једра оне сарже и друге ћелијске органеле: ендоплазматични ретикулум, Голџијев апарат, специфично грађене митохондрије. Микротубуле и микрофиламенти у влакнастим ћелијама омогућавају амебоидно кретање трихоплакса.
Новија истраживања указују и на назнаке регионалне организације тела — тј. на функционално разликовање централног дела тела од периферних маргина (ивица). Наиме, у ћелијама периферије долази до експресије одређених гена (нпр. Secp1, Trox-2), који нису експримирани у ћелијама централног дела. 
Размножавање се код трихоплакса обавља се на два начина — бесполно и полно. Бесполно размножавање одвија се деобом тела. При полном размножавању, потребно је образововати сперматозоиде и јајне ћелије. Типични животињски сперматозоиди нису никада пронађени код трихоплакса. Сперматозоидима се сматрају делови фрагментисаног тела. Полно размножавање никада није документовано/испраћено у лабораторији, али је примећено браздање оплођене јајне ћелије.

## Екологија трихоплакса[2]
Трихоплакс води бентосни и пелагични начин живота у морима. Често се налази у микроекосистемима са црвеним алгама, појединим трепљарима и чланковитим црвима. Хербивор је (храни се једнићелијским алгама) и у условима акваријумског узгоја и посматрања није примећено предаторско понашање ове врсте, али је исхрану обогатила термички обрађеном храном за рибе. Ниједан предатор није напао трихоплакса — сви који су дошли у контакт са овом врстом, нагло су се окретали и одлазили од несуђеног плена, или су се паралисали, или угинули (неки полипи). Отровност/нејестивост трихоплакса можда лежи у присуству сјајних лоптица у дорзалном епителу.

## Генетичкеособености плакозоа
Молекуларно-генетичка истраживања указују на генетичку разноврсност ове морфолошки јединствене врсте. Могуће је разликовати осам група (клада) на основу четири генетичка маркера. Ове групе су означене са H1-H8, и за већину није могуће установити биогеографски јединствен регион распрострањења. 
Хаплодни број хромозома је 6, са укупном масом ДНК од 80fg по ћелији, што је најмањи садржај једарне ДНК међу животињама. Митохондријални геном трихоплакса је са друге стране највећи међу митохондријама животињског царства, услед постојања великих унутаргенских „спејсера“, неколико интрона и великог броја протеинских гена. Овако уређен митохондријални геном сличнији је геному хоанофлагелата и гљива него осталих животиња. 

## Филогенија плакозоа
Дуго после открића за трихоплакс се сматрало да је ларва неких дупљара да би тек 1971.г. било откривено да има способност полног размножавања чиме је доказано да се ради о одраслој животињи, а не ларви. Цитогенетичка и молекуларногенетичка истраживања потврђују да није у питању животиња сродна дупљарима. 
Једно од широко распрострањених мишљења биолога било је о филогенетској сродности и заједничкој класификацији са сунђерима у паразое које представљају једну слепо завршену еволуциону линију. Према другом мишљењу, плакозое се издвајају у посебну групу фагоцителозое (Phagocitelozoa) пошто са сунђерима немају никаквих сличности. Једно је сигурно, плакозое имају велики значај као прелазне форме за разумевање тока еволуције од једноћелијских протозоа ка еуметазоама. Bütschli (1884) и Grell (1971, 1981) сматрају да постоји могућност да су тако изгледале првобитне метазое. Услед своје специфичности, геном плакозоа (трихоплакса) је тренутно у финалном процесу секвенцирања. Сличност митохондријалног генома са геномима најближих сродника метазоа, поставља тип плакозоа у саму основу филогенетског стабла животиња.